# Autriche aux Jeux olympiques d'hiver de 1936
Cet article contient des informations sur la participation et les résultats de l'Autriche aux Jeux olympiques d'hiver de 1936, qui ont eu lieu à Garmisch-Partenkirchen en Allemagne.

## Médaillés
| Médaille | Nom                     | Sport               | Épreuve              |
| -------- | ----------------------- | ------------------- | -------------------- |
| Or       | Karl Schäfer            | Patinage artistique | Individuel hommes    |
| Argent   | Ilse Pausin Erik Pausin | Patinage artistique | Couples              |
| Bronze   | Felix Kaspar            | Patinage artistique | Individuel hommes    |
| Bronze   | Max Stiepl              | Patinage de vitesse | 10 000 mètres hommes |

## Résultats

### Ski alpin

#### Femmes
| Athlète        | Épreuve | Descente     | Descente | Slalom               | Slalom       | Slalom | Total        | Total |
| Athlète        | Épreuve | Temps        | Rang     | Temps 1              | Temps 2      | Rang   | Total points | Rang  |
| -------------- | ------- | ------------ | -------- | -------------------- | ------------ | ------ | ------------ | ----- |
| Käthe Lettner  | Combiné | 7 min 02 s 4 | 23       | 1 min 43 s 4         | 1 min 52 s 9 | 16     | 68,88 pts    | 20    |
| Grete Weikert  | Combiné | 6 min 47 s 0 | 21       | 1 min 41 s 9 (+ 6 s) | 1 min 52 s 9 | 15     | 70,47 pts    | 18    |
| Hertha Rosmini | Combiné | 6 min 40 s 8 | 20       | 1 min 49 s 2 (+ 6 s) | 1 min 48 s 0 | 17     | 70,69 pts    | 17    |
| Grete Nissl    | Combiné | 6 min 12 s 8 | 14       | 1 min 38 s 5         | 1 min 38 s 7 | 10     | 76,86 pts    | 13    |

### Bobsleigh
| Traîneau | Athlètes                         | Épreuve    | Manche 1      | Manche 1 | Manche 2      | Manche 2 | Manche 3      | Manche 3 | Manche 4      | Manche 4 | Total         | Total |
| Traîneau | Athlètes                         | Épreuve    | Temps         | Rang     | Temps         | Rang     | Temps         | Rang     | Temps         | Rang     | Temps         | Rang  |
| -------- | -------------------------------- | ---------- | ------------- | -------- | ------------- | -------- | ------------- | -------- | ------------- | -------- | ------------- | ----- |
| AUT-1    | Hans Stürer Hans Rottensteiner   | Bob à deux | 1 min 28 s 12 | 8        | 1 min 25 s 20 | 11       | 1 min 30 s 55 | 14       | 1 min 28 s 13 | 17       | 5 min 52 s 00 | 13    |
| AUT-2    | Hans Volckmar Anton Kaltenberger | Bob à deux | 1 min 33 s 71 | 20       | 1 min 26 s 28 | 14       | 1 min 30 s 50 | 13       | 1 min 31 s 81 | 20       | 6 min 02 s 30 | 19    |

| Traîneau | Athlètes                                                            | Épreuve      | Manche 1      | Manche 1 | Manche 2      | Manche 2 | Manche 3      | Manche 3 | Manche 4      | Manche 4 | Total         | Total |
| Traîneau | Athlètes                                                            | Épreuve      | Temps         | Rang     | Temps         | Rang     | Temps         | Rang     | Temps         | Rang     | Temps         | Rang  |
| -------- | ------------------------------------------------------------------- | ------------ | ------------- | -------- | ------------- | -------- | ------------- | -------- | ------------- | -------- | ------------- | ----- |
| AUT-1    | Franz Lorenz Richard Lorenz Franz Wohlgemuth Rudolf Höll            | Bob à quatre | 1 min 27 s 38 | 13       | 1 min 26 s 84 | 12       | 1 min 26 s 17 | 12       | 1 min 24 s 74 | 11       | 5 min 45 s 13 | 11    |
| AUT-2    | Viktor Wigelbeyer Franz Bednar Robert Bednar Johann Baptist Gudenus | Bob à quatre | 1 min 30 s 70 | 14       | 1 min 29 s 62 | 14       | 1 min 30 s 95 | 14       | 1 min 26 s 64 | 13       | 5 min 57 s 91 | 13    |

### Ski de fond
| Épreuve | Athlète        | Course          | Course |
| Épreuve | Athlète        | Temps           | Rang   |
| ------- | -------------- | --------------- | ------ |
| 18 km   | Franz Gallwitz | 1 h 27 min 28 s | 41     |
| 18 km   | Fred Rössner   | 1 h 27 min 05 s | 39     |
| 18 km   | Hans Jamnig    | 1 h 26 min 20 s | 36     |
| 18 km   | Harald Bosio   | 1 h 24 min 39 s | 28     |

| Athlètes                                                | Course          | Course |
| Athlètes                                                | Temps           | Rang   |
| ------------------------------------------------------- | --------------- | ------ |
| Alfred Rössner Harald Bosio Erich Gallwitz Hans Baumann | 3 h 02 min 48 s | 8      |

### Patinage artistique
| Athlète         | Épreuve       | Figures imposées | Libre | Places | Points    | Rang final         |
| --------------- | ------------- | ---------------- | ----- | ------ | --------- | ------------------ |
| Hellmut May     | Simple hommes | 14               | 15    | 96     | 354,8 pts | 14                 |
| Leopold Linhart | Simple hommes | 16               | 7     | 80     | 364,2 pts | 11                 |
| Felix Kaspar    | Simple hommes | 5                | 2     | 24     | 400,1 pts | Médaille de bronze |
| Karl Schäfer    | Simple hommes | 1                | 1     | 7      | 422,7 pts | Médaille d'or      |

| Athlète        | Épreuve       | Figures imposées | Libre | Places | Points    | Rang final |
| -------------- | ------------- | ---------------- | ----- | ------ | --------- | ---------- |
| Bianca Schenk  | Simple femmes | 16               | 14    | 102    | 356,4 pts | 14         |
| Grete Lainer   | Simple femmes | 10               | 11    | 65     | 373,4 pts | 9          |
| Emmy Putzinger | Simple femmes | 9                | 4     | 49     | 381,8 pts | 7          |
| Hedy Stenuf    | Simple femmes | 8                | 3     | 40     | 387,6 pts | 6          |

#### Couples
| Athlètes                       | Points | Score    | Rang final        |
| ------------------------------ | ------ | -------- | ----------------- |
| Eleanore Bäumel Fritz Wächtler | 113    | 8,8 pts  | 14                |
| Ilse Pausin Erik Pausin        | 19.5   | 11,4 pts | Médaille d'argent |

### Hockey sur glace
| Équipe   | Joués | Gagnés | Perdus | Nuls | Buts pour | Buts contre | Pts |
| -------- | ----- | ------ | ------ | ---- | --------- | ----------- | --- |
| Canada   | 3     | 3      | 0      | 0    | 24        | 3           | 6   |
| Autriche | 3     | 2      | 1      | 0    | 11        | 7           | 4   |
| Pologne  | 3     | 1      | 2      | 0    | 11        | 12          | 2   |
| Lettonie | 3     | 0      | 3      | 0    | 3         | 27          | 0   |

| 7 février  | Autriche | 2-1 (0-0,0-0,2-1) | Pologne  |
| 8 février  | Canada   | 5-2 (4-0,1-2,0-0) | Autriche |
| 9 February | Autriche | 7-1 (4-0,0-0,3-1) | Lettonie |

| Équipe          | Joués | Gagnés | Perdus | Nuls | Buts pour | Buts contre | Pts |
| --------------- | ----- | ------ | ------ | ---- | --------- | ----------- | --- |
| États-Unis      | 3     | 3      | 0      | 0    | 5         | 1           | 6   |
| Tchécoslovaquie | 3     | 2      | 1      | 0    | 6         | 4           | 4   |
| Suède           | 3     | 1      | 0      | 2    | 3         | 6           | 2   |
| Autriche        | 3     | 0      | 3      | 0    | 1         | 4           | 0   |

| 11 février  | Suède           | 1-0 (1-0,0-0,0-0) | Autriche |
| 12 février  | États-Unis      | 1-0 (0-0,1-0,0-0) | Autriche |
| 13 February | Tchécoslovaquie | 2-1 (0-0,2-1,0-0) | Autriche |

Joueurs : Hermann Weiss, Hans Trauttenberg, Rudolf Vojta, Oskar Nowak, Friedrich Demmer, Franz Csöngei, Hans Tatzer, Willibald Stanek, Lambert Neumaier, Franz Schüssler, Emil Seidler, Josef Göbl

### Combiné nordique
Épreuves :
- Ski de fond pendant 18 km
- Saut à ski sur tremplin normal

La partie du ski de fond de l'épreuve est combinée avec l'épreuve principale de ski de fond. Les détails peuvent être retrouvés dans la section ski de fond de cet article. Quelques athlètes (mais pas tous) participent aux épreuves de ski de fond et de combiné nordique, leur temps sur le 18 km est utilisé pour les deux épreuves.
L'épreuve de saut à ski (tremplin normal) a lieu séparément de l'épreuve principale de saut à ski, les résultats peuvent être retrouvés dans le tableau ci-dessous.
| Athlète            | Épreuve    | Ski de fond     | Ski de fond | Ski de fond | Saut à ski | Saut à ski | Saut à ski   | Saut à ski | Total     | Total |
| Athlète            | Épreuve    | Temps           | Points      | Rang        | Distance 1 | Distance 2 | Total points | Rang       | Points    | Rang  |
| ------------------ | ---------- | --------------- | ----------- | ----------- | ---------- | ---------- | ------------ | ---------- | --------- | ----- |
| Walter Delle Karth | Individuel | 1 h 37 min 14 s | 125,8 pts   | 46          | 48,0 m     | 49,5 m     | 207,4 pts    | 4          | 333,2 pts | 33    |
| Markus Mayer       | Individuel | 1 h 27 min 31 s | 173,7 pts   | 28          | 47,0 m     | 49,5 m     | 188,2 pts    | 23         | 361,9 pts | 25    |
| Hubert Köstinger   | Individuel | 1 h 25 min 09 s | 186,0 pts   | 15          | 44,0 m     | 48,0 m     | 189,2 pts    | 20         | 375,2 pts | 15    |
| Hans Baumann       | Individuel | 1 h 22 min 49 s | 198,5 pts   | 7           | 40,0 m     | 44,0 m     | 173,6 pts    | 36         | 372,1 pts | 17    |

### Saut à ski
| Athlète          | Épreuve         | Saut 1   | Saut 1    | Saut 1 | Saut 2   | Saut 2    | Saut 2 | Total     | Total |
| Athlète          | Épreuve         | Distance | Points    | Rang   | Distance | Points    | Rang   | Points    | Rang  |
| ---------------- | --------------- | -------- | --------- | ------ | -------- | --------- | ------ | --------- | ----- |
| Franz Aschenwald | Tremplin normal | 64,5 m   | 96,7 pts  | 31     | 55,5 m   | 88,9 pts  | 38     | 185,6 pts | 36    |
| Sepp Bradl       | Tremplin normal | 64,0 m   | 98,9 pts  | 28     | 70,5 m   | 105,1 pts | 14     | 204,0 pts | 19    |
| Hans Mariacher   | Tremplin normal | 65,5 m   | 100,3 pts | 26     | 69,0 m   | 101,2 pts | 22     | 201,5 pts | 25    |
| Rudolf Rieger    | Tremplin normal | 68,0 m   | 102,6 pts | 16     | 67,5 m   | 97,8 pts  | 30     | 200,4 pts | 26    |

### Patinage de vitesse

#### Hommes
| Épreuve  | Athlète           | Course        | Course             |
| Épreuve  | Athlète           | Temps         | Rang               |
| -------- | ----------------- | ------------- | ------------------ |
| 500 m    | Gustav Slanec     | 46 s 7        | 24                 |
| 500 m    | Ferdinand Preindl | 46 s 4        | 21                 |
| 500 m    | Karl Wazulek      | 45 s 1        | 13                 |
| 500 m    | Karl Leban        | 44 s 8        | 6                  |
| 1 500 m  | Ferdinand Preindl | 2 min 29 s 0  | 25                 |
| 1 500 m  | Karl Leban        | 2 min 24 s 3  | 12                 |
| 1 500 m  | Karl Wazulek      | 2 min 22 s 2  | 6                  |
| 1 500 m  | Max Stiepl        | 2 min 21 s 6  | 5                  |
| 5 000 m  | Karl Prochaska    | 9 min 02 s 6  | 24                 |
| 5 000 m  | Willy Löwinger    | 8 min 53 s 9  | 19                 |
| 5 000 m  | Karl Wazulek      | 8 min 38 s 4  | 8                  |
| 5 000 m  | Max Stiepl        | 8 min 35 s 0  | 5                  |
| 10 000 m | Franz Ortner      | 19 min 19 s 1 | 27                 |
| 10 000 m | Willy Löwinger    | 18 min 46 s 5 | 24                 |
| 10 000 m | Karl Wazulek      | 17 min 57 s 1 | 11                 |
| 10 000 m | Max Stiepl        | 17 min 30 s 0 | Médaille de bronze |